# أل أفيلا
أل أفيلا (بالإنجليزية: Al Avila) هو مسير رياضي أمريكي، ولد في 1959 في هافانا في كوبا.